# دوژیانگیان
دوژیانگیان (به لاتین: Dujiangyan City) یک county-level city در جمهوری خلق چین است که در چنگدو واقع شده‌است.

## خصوصیات
دوژیانگیان ۱٬۲۰۸ کیلومترمربع مساحت و ۶۵۷٬۹۹۶ نفر جمعیت دارد.

## خواهرخوانده
شهر اوتاکه، هیروشیما خواهرخواندهٔ دوژیانگیان هست.